# Tobias Sammet

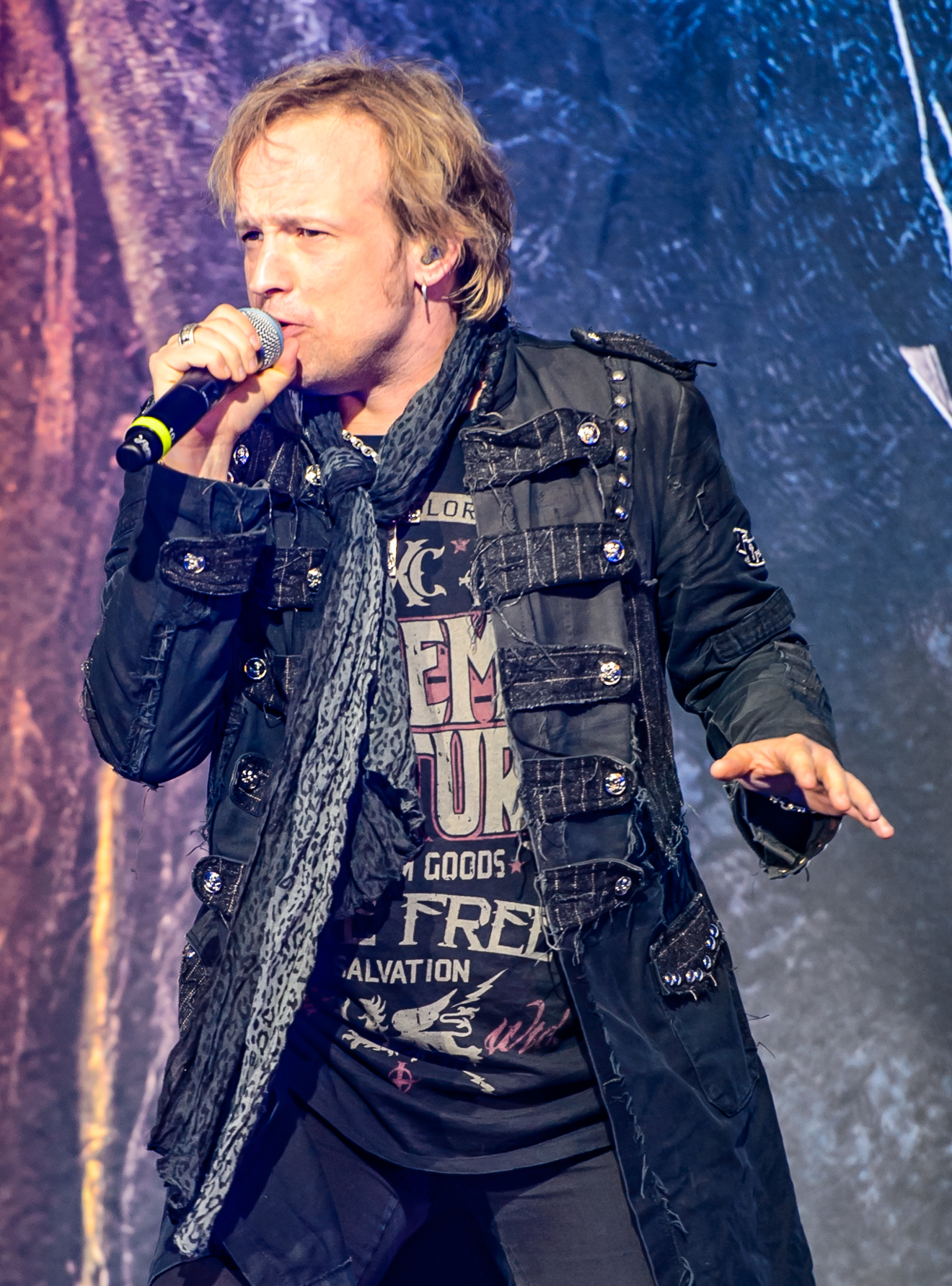
Tobias Sammet, 2016

Tobias Sammet (* 21. November 1977 in Fulda) ist ein deutscher Musiker, Komponist und Musikproduzent. Er ist Initiator der All-Star-Band Avantasia und Sänger und Gründungsmitglied der Power-Metal-Band Edguy.

## Wirken
Sammet gründete 1992 mit Schulfreunden die Band Edguy. Unter dem musikalischen Einfluss beispielsweise von AC/DC, Freddie Mercury (Queen), und Helloween entstand der typische Power-Metal-Sound seiner Band, in der er hauptsächlich als Sänger und Frontmann agiert.
Nach einigen Tourneen und Chartplatzierungen mit Edguy gründete Sammet sein All-Star-Projekt Avantasia und veröffentlichte unter diesem Namen eine Metal-Oper. Zunächst als einmaliges Studioprojekt geplant, rief er im Jahr 2006 Avantasia erneut ins Leben und produzierte unter diesem Namen fortan regelmäßig Konzeptalben und Rockopern. Als ihm im Jahr 2008 angeboten wurde, mit Avantasia beim Wacken Open Air vor 75.000 Zuschauern das Abendprogramm der Hauptbühne zu gestalten, entschloss er sich, sein Nebenprojekt auf die Bühne zu bringen. Seither tourt er neben Edguy auch mit Avantasia regelmäßig in Nord- und Südamerika, Asien, Europa und seit 2019 auch in Australien.
Sammet arbeitete in seinen Studioprojekten beispielsweise mit Alice Cooper, dem Gitarristen Rudolf Schenker, mit Schlagzeuger Eric Singer sowie den Sängern Jørn Lande, Klaus Meine (Scorpions), Eric Martin (Mr. Big), Jon Oliva, Rob Rock und Bob Catley von Magnum zusammen.
Das japanische Magazin Burrn! kürte Sammet zum „Best Songwriter 2010“.
Tobias Sammet ist mit mehr als drei Millionen verkauften Tonträgern, 12 Welttourneen in über 40 Ländern, zahlreichen Chartplatzierungen und Konzerten auf allen wichtigen Festivals (u. a. 10 Shows auf dem Wacken Open Air) einer der international erfolgreichsten deutschen Rockmusiker seiner Generation.

## Sonstiges
Sammet wuchs im Süden des Landkreis Fulda auf. Er besuchte das Freiherr-vom-Stein-Gymnasium in Fulda und machte dort sein Abitur. Sammet ist verheiratet und lebt mit seiner Familie in der Nähe von Fulda. Seit 2014 hat er eine wöchentliche Radio-Show beim Privatsender Radio Bob. Bei einer Headliner-Show der Band Edguy auf dem Bang Your Head Festival stürzte Sammet 2012 während des Konzerts von der Bühne; trotz Verletzungen sang er bis zum Ende des Konzerts und ließ sich erst danach im Krankenhaus behandeln.

### Avantasia

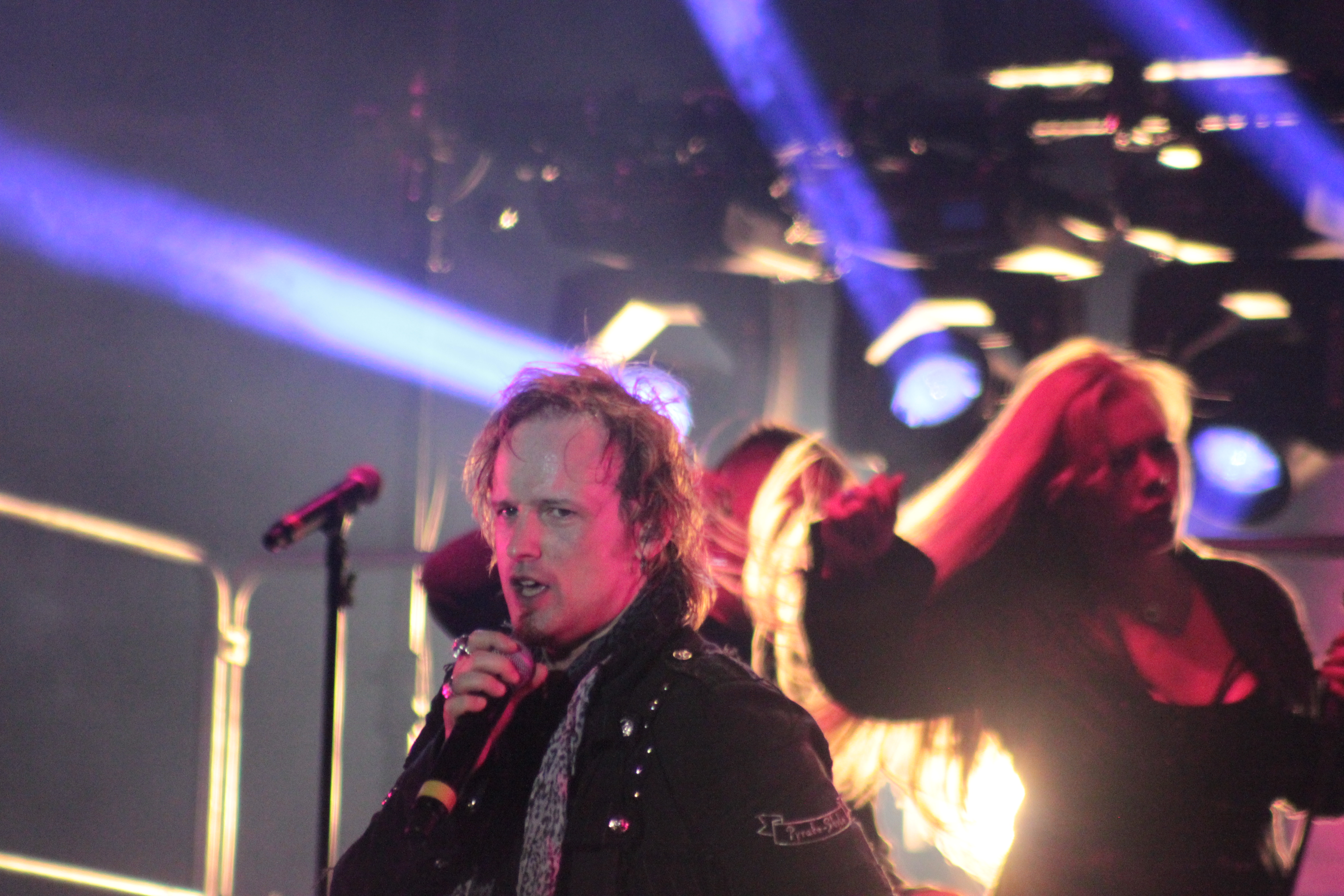
Tobias Sammet 2013

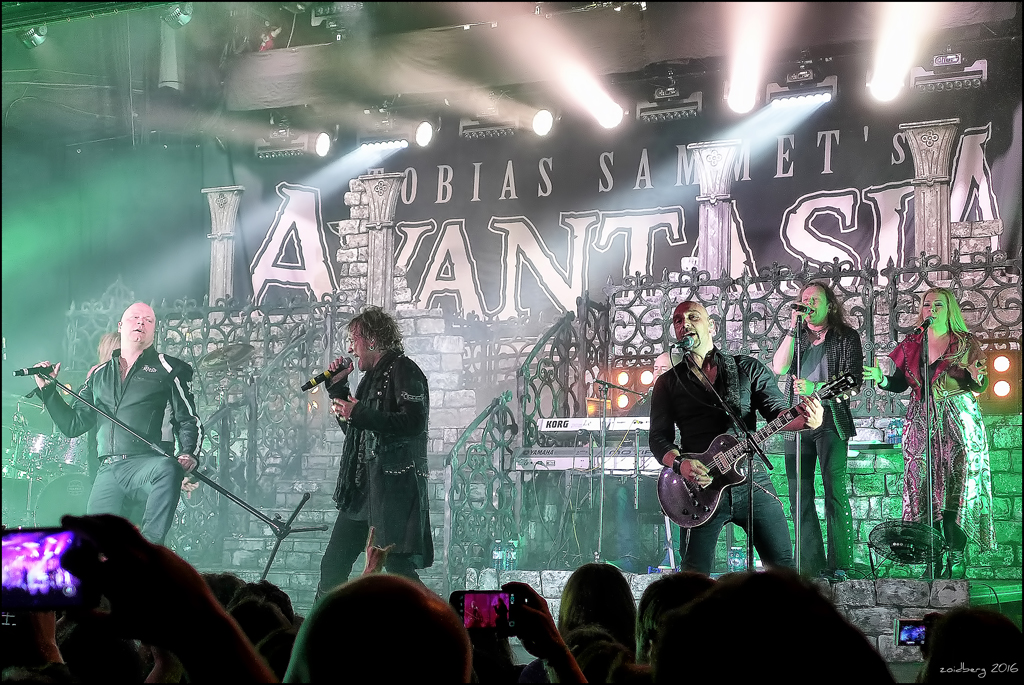
Tobias Sammet und Avantasia 2016

## Diskografie

### Als Gastmusiker
- Aina – Days of Rising Doom (2003)
- Ayreon – Ayreon vs. Avantasia (2008)
- Ayreon – The Source (2017)
- Bruce Kulick – BK3 auf „I'm the Animal“ (2010)
- Final Chapter – The Wizard Queen (2004)
- H.E.A.T – Freedom Rock auf „Black Night“ (2010)
- Nuclear Blast Allstars – Into the Light (2007)
- HARTMANN – III (2009)
- Revolution Renaissance – New Era (2008)
- Rhapsody of Fire – Rain of a Thousand Flames (2001)
- Rob Rock – Holy Hell (2005)
- Shaaman – Ritual (2002)
- Shaaman – Ritualive (2003)
- Squealer – The Prophecy (1999)